# Taiko

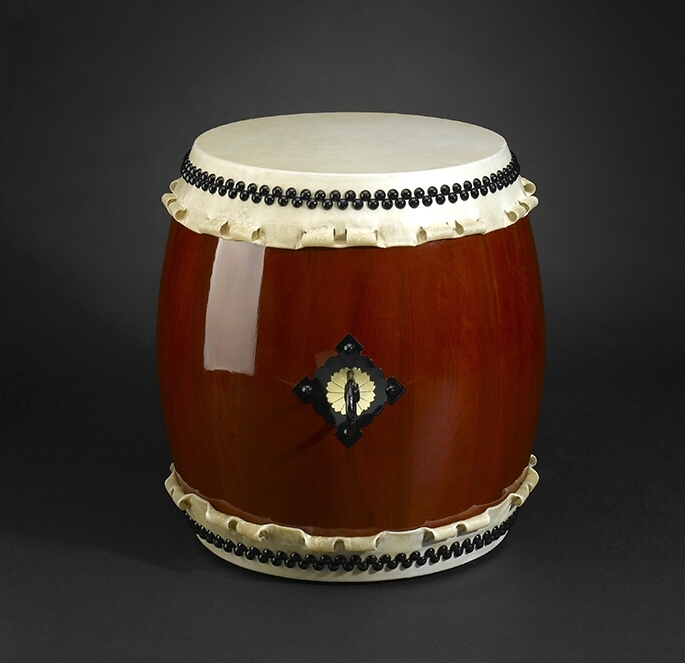
Taiko japonez tradițional, numit miya-daiko.

Taiko este numele colectiv care indică o categorie largă de instrumente japoneze de percuție. Acest termen (de origine chinezească) este folosit mai ales în afara Japoniei, pe când japonezii preferă denumirea de wadaiko (care înseamnă, literal, tobă japoneză).